# Илисия
„Илисия“ (на гръцки: «Ηλύσια») е хотел в град Солун, Гърция.

## Местоположение
Хотелът е разположен на главната солунска улица „Егнатия“ № 24 в центъра на града.

## История
Сградата на хотела е построена в 1924 година по проект на архитект Максимилиан Рубенс в еклектичен стил. Първоначално не е предназнаен за хотел, а за частно жилище. На входа се вижда надпис „Имение „Несторио“, собственост на Филипос Маргаритис“. В 1930 година е превърнат в хотел. Използва се за военен щаб по време на германската окупация на Гърция. Сградата на хотела е обявена за културна ценност и е включена в списъка в 1983 година.
Част е от видните архитектурни постижения от междувоенния период в Солун. Днес продължава да функционира като хотел.

## Архитектура
В архитектурно отношение сградата се състои от партер и четири етажа, като последният етаж е допълнение, тъй като се намира над оригиналния корниз. Фасадата е организирана с вертикални и хоризонтални зони на отвори (балконски врати с балкон). Централната ос е подчертана от извитата си конфигурация, което е честа практика на Рубенс, като например при хотел „Кастория“ и къща „Ахилион“, и от съществуването на повече отвори. Завършва на четвъртия етаж с четири колони с йонийски капители и колан с корнизи. На първия етаж има балкони с вграден парапет за разлика от останалите етажи, където има парапети с геометрични шарки. Също така отворите на пърия етаж са сводести. Фронтонът е богато украсен, особено към върха на сградата. Сред декоративените елементи са панделки с растителни елементи, висулки, фалшиви колони, капители и декоративни ключове.